# Giải vô địch bóng đá nữ châu Âu 2017
Giải vô địch bóng đá nữ châu Âu 2017, là giải vô địch bóng đá nữ châu Âu lần thứ 12 do UEFA tổ chức. Đây là lần đầu tiên giải có sự góp mặt của 16 đội tuyển. Vòng chung kết diễn ra ở Hà Lan từ ngày 16 tháng 7 tới ngày 6 tháng 8 năm 2017.
Hai mươi hai năm thống trị giải vô địch bóng đá châu Âu của Đức kết thúc sau thất bại 1–2 trước Đan Mạch tại tứ kết. Đây mới chỉ là thất bại thứ ba của Đức kể từ năm 1993.
Chủ nhà Hà Lan trở thành đội vô địch sau chiến thắng 4–2 trước Đan Mạch trong trận chung kết.

## Lựa chọn chủ nhà
Có bảy liên đoàn bày tỏ mong muốn tổ chức giải.
- Áo
- Pháp
- Israel
- Hà Lan
- Ba Lan
- Scotland
- Thụy Sĩ

Hà Lan đã được lựa chọn để đang cai giải đấu vào ngày 4 tháng 12 năm 2014.

## Vòng loại
Tổng cộng có 47 đội tuyển quốc gia tham gia vòng loại (trong đó Andorra lần đầu tiên tham dự). Chủ nhà Hà Lan đương nhiên có một suất tại vòng chung kết, trong khi 46 đội tuyển còn lại thi đấu vòng loại để xác định 15 suất còn lại. Vòng loại diễn ra từ tháng 4 năm 2015 đến tháng 10 năm 2016 bao gồm ba vòng:
- Vòng sơ loại: Tám đội có thứ hạng thấp nhất được chia làm hai bảng, mỗi bảng bốn đội. Các đội thi đấu vòng tròn một lượt tại một địa điểm cố định. Hai đội đầu mỗi bảng đi tiếp.
- Vòng bảng vòng loại: 40 đội được chia thành tám bảng năm đội, thi đấu vòng tròn hai lượt. Tám đội đầu bảng và sáu đội nhì xuất sắc nhất (không tính thành tích trước đội thứ năm trong bảng) lọt vào vòng chung kết, trong khi hai đội nhì còn lại đá play-off.
- Play-off: Hai đội còn lại đá play-off hai lượt để xác định suất cuối cùng.

### Các đội vượt qua vòng loại
| Tên đội     | Tư cách             | Ngày vượt qua        | Số VCK | Lần dự gần nhất | Thành tích tốt nhất                                      | Xếp hạng FIFA trước giải |
| ----------- | ------------------- | -------------------- | ------ | --------------- | -------------------------------------------------------- | ------------------------ |
| Hà Lan      | Chủ nhà             | 4 tháng 12 năm 2014  | 3      | 2013            | Bán kết (2009)                                           | 12                       |
| Pháp        | Nhất bảng 3         | 11 tháng 4 năm 2016  | 6      | 2013            | Tứ kết (2009, 2013)                                      | 3                        |
| Đức         | Nhất bảng 5         | 12 tháng 4 năm 2016  | 10     | 2013            | Vô địch (1989, 1991, 1995, 1997, 2001, 2005, 2009, 2013) | 2                        |
| Thụy Sĩ     | Nhất bảng 6         | 4 tháng 6 năm 2016   | 1      | —               | Lần đầu                                                  | 17                       |
| Anh         | Nhất bảng 7         | 7 tháng 6 năm 2016   | 8      | 2013            | Á quân (1984, 2009)                                      | 5                        |
| Na Uy       | Nhất bảng 8         | 7 tháng 6 năm 2016   | 11     | 2013            | Vô địch (1987, 1993)                                     | 11                       |
| Tây Ban Nha | Nhất bảng 2         | 7 tháng 6 năm 2016   | 3      | 2013            | Bán kết (1997)                                           | 13                       |
| Thụy Điển   | Nhất bảng 4         | 15 tháng 9 năm 2016  | 10     | 2013            | Vô địch (1984)                                           | 9                        |
| Iceland     | Nhất bảng 1         | 16 tháng 9 năm 2016  | 3      | 2013            | Tứ kết (2013)                                            | 19                       |
| Scotland    | Nhì bảng 1[^]       | 16 tháng 9 năm 2016  | 1      | —               | Lần đầu                                                  | 21                       |
| Bỉ          | Nhì bảng 7[^]       | 16 tháng 9 năm 2016  | 1      | —               | Lần đầu                                                  | 22                       |
| Áo          | Nhì bảng 8[^]       | 20 tháng 9 năm 2016  | 1      | —               | Lần đầu                                                  | 24                       |
| Đan Mạch    | Nhì bảng 4[^]       | 20 tháng 9 năm 2016  | 9      | 2013            | Bán kết (1984,2001 , 2013)                               | 15                       |
| Ý           | Nhì bảng 6[^]       | 20 tháng 9 năm 2016  | 11     | 2013            | Á quân (1993, 1997)                                      | 18                       |
| Nga         | Nhì bảng 5[^]       | 20 tháng 9 năm 2016  | 5      | 2013            | Tứ kết (1993, 1995)                                      | 25                       |
| Bồ Đào Nha  | Thắng trận play-off | 25 tháng 10 năm 2016 | 1      | —               | Lần đầu                                                  | 38                       |

Chú thích
1. ^ Sáu đội nhì xuất sắc nhất trong tám bảng lọt vào vòng chung kết.

### Bốc thăm chia bảng
Lễ bốc thăm diễn ra lúc 17:30 CET (UTC+1) vào ngày 8 tháng 11 năm 2016, tại Rotterdam. Mười sáu đội được chia thành bốn bảng bốn đội. Các đội được phân loại hạt giống dựa trên hệ số của họ sau vòng bảng vòng loại (không tính play-off), trong đó Hà Lan được mặc định ở vị trí A1.
| Đội tuyển | HS     | Hạng |
| --------- | ------ | ---- |
| Hà Lan C  | 34.642 | 9    |
| Đức Đ     | 42.957 | 1    |
| Pháp      | 42.355 | 2    |
| Anh       | 39.880 | 3    |

| Đội tuyển   | HS     | Hạng |
| ----------- | ------ | ---- |
| Na Uy       | 39.161 | 4    |
| Thụy Điển   | 38.036 | 5    |
| Tây Ban Nha | 37.655 | 6    |
| Thụy Sĩ     | 36.629 | 7    |

| Đội tuyển | HS     | Hạng |
| --------- | ------ | ---- |
| Ý         | 34.775 | 8    |
| Iceland   | 34.141 | 10   |
| Scotland  | 33.632 | 11   |
| Đan Mạch  | 32.915 | 12   |

| Đội tuyển  | HS     | Hạng |
| ---------- | ------ | ---- |
| Áo         | 31.882 | 13   |
| Bỉ         | 31.213 | 14   |
| Nga        | 30.367 | 15   |
| Bồ Đào Nha | 22.900 | 23   |

## Trọng tài
Có 11 trọng tài, 21 trợ lý trọng tài và 2 trọng tài thứ tư được chỉ định để làm nhiệm vụ tại giải.
| Trọng tài - Jana Adamkova - Stéphanie Frappart - Riem Hussein - Bibiana Steinhaus - Katalin Kulcsár - Carina Vitulano - Monika Mularczyk - Anastasia Pustovoitova - Pernilla Larsson - Esther Staubli - Kateryna Monzul | Trợ lý trọng tài - Sanja Rođak Karšić - Angela Kyriakou - Lucie Ratajova - Sian Massey - Manuela Nicolosi - Christina Biehl - Katrin Rafalski - Chrysoula Kourompylia - Judit Kulscár - Lucia Abruzzese - Nicolet Bakker - Anna Dabrowska - Michelle O’Neill - Petruta Iugulescu - Mihaela Tepusa - Ekaterina Kurochkina - Svetlana Bilić - Maria Sukenikova - Belinda Brem - Oleksandra Ardesheva - Maryna Striletska | Trọng tài thứ tư - Lina Lehtovaara - Lorraine Clark |

## Địa điểm
Bảy địa điểm ở bảy thành phố khác nhau sẽ được sử dụng trong giải đấu.
| Breda                       | Enschede                                                     | Utrecht                    |
| --------------------------- | ------------------------------------------------------------ | -------------------------- |
| Rat Verlegh Stadion         | De Grolsch Veste                                             | Stadion Galgenwaard        |
| Sức chứa: 19.000            | Sức chứa: 30.205                                             | Sức chứa: 23.750           |
| 4 trận vòng bảng, 1 bán kết | 1 bán kết và Chung kết                                       | 4 trận vòng bảng           |
|                             |                                                              |                            |
| Rotterdam                   | Breda Deventer Doetinchem Enschede Rotterdam Tilburg Utrecht | Deventer                   |
| Sparta Stadion Het Kasteel  | Breda Deventer Doetinchem Enschede Rotterdam Tilburg Utrecht | De Adelaarshorst           |
| Sức chứa: 10.600            | Breda Deventer Doetinchem Enschede Rotterdam Tilburg Utrecht | Sức chứa: 10.500           |
| 4 trận vòng bảng, 1 tứ kết  | Breda Deventer Doetinchem Enschede Rotterdam Tilburg Utrecht | 4 trận vòng bảng, 1 tứ kết |
|                             | Breda Deventer Doetinchem Enschede Rotterdam Tilburg Utrecht |                            |
| Tilburg                     | Breda Deventer Doetinchem Enschede Rotterdam Tilburg Utrecht | Doetinchem                 |
| Koning Willem II Stadion    | Breda Deventer Doetinchem Enschede Rotterdam Tilburg Utrecht | De Vijverberg              |
| Sức chứa: 14.500            | Breda Deventer Doetinchem Enschede Rotterdam Tilburg Utrecht | Sức chứa: 12.500           |
| 4 trận vòng bảng, 1 tứ kết  | Breda Deventer Doetinchem Enschede Rotterdam Tilburg Utrecht | 4 trận vòng bảng, 1 tứ kết |
|                             | Breda Deventer Doetinchem Enschede Rotterdam Tilburg Utrecht |                            |

## Danh sách cầu thủ
Mỗi đội tuyển quốc gia phải đăng ký một danh sách 23 cầu thủ trong đó có ba thủ môn. Nếu một cầu thủ bị chấn thương hay bị ốm và không thể tham gia giải đấu trước khi trận đấu đầu tiên của đội tuyển, cầu thủ đó có thể được thay thế bằng một cầu thủ khác.

## Vòng bảng

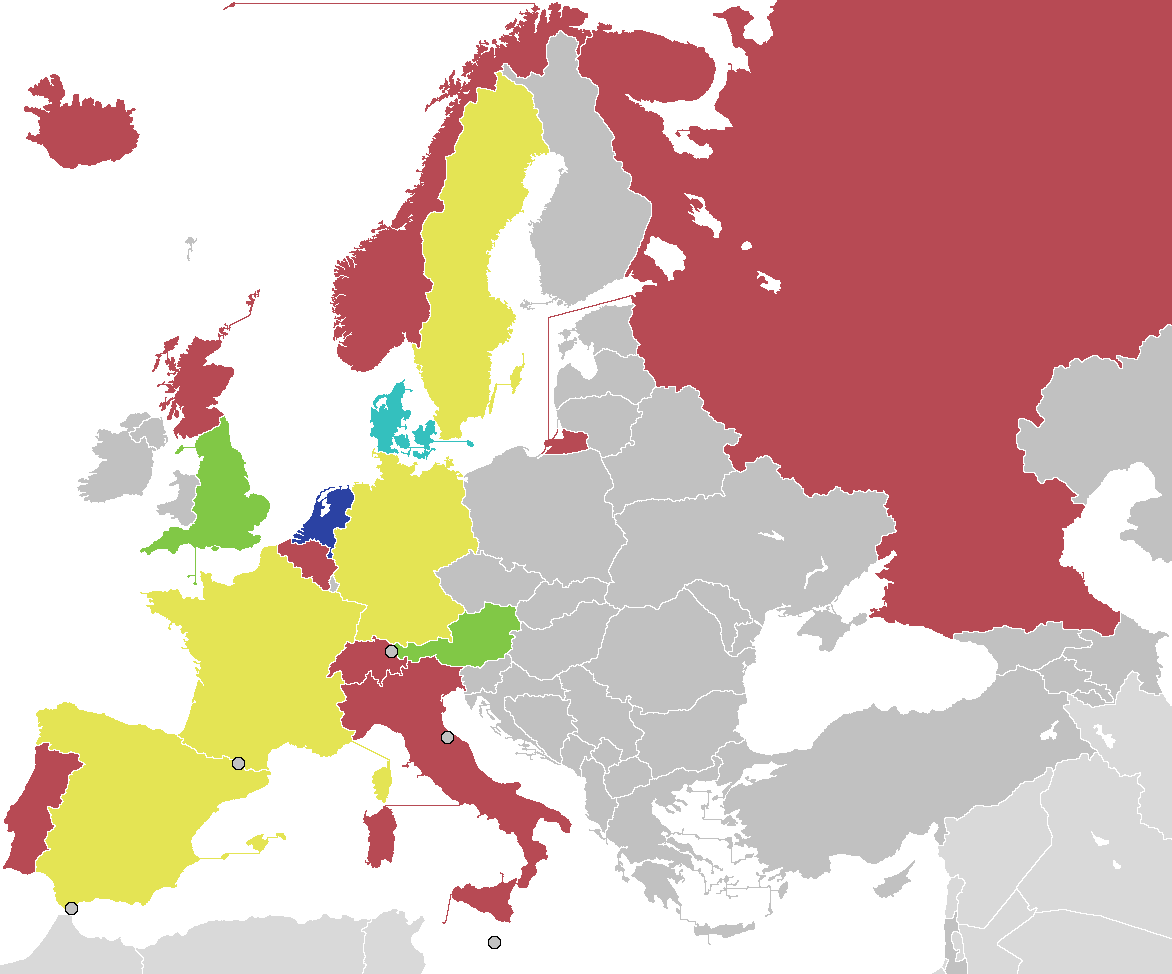
Các đội tham dự Euro 2017
Vô địch
Á quân
Bán kết
Tứ kết
Vòng bảng

Lịch thi đấu được công bố vào ngày 23 tháng 9 năm 2015. Các đội nhất và nhì bảng lọt vào vòng tứ kết.
Giờ thi đấu là giờ địa phương, CEST (UTC+2).

### Tiêu chí xếp hạng
Các đội được xếp hạng dựa theo điểm số (3 điểm cho một trận thắng, 1 điểm cho một trận hòa, 0 điểm cho một trận thua). Nếu hai đội bằng điểm, các tiêu chí xếp hạng sau sẽ được áp dụng lần lượt để phân định thứ hạng:
1. Số điểm giành được trong (các) trận đối đầu trực tiếp;
2. Hiệu số bàn thắng bại trong (các) trận đối đầu trực tiếp;
3. Số bàn thắng ghi được trong (các) trận đối đầu trực tiếp;
4. Nếu có trên hai đội bằng điểm, và sau khi đã áp dụng các tiêu chí trên, mà vẫn có một số lượng đội (ít hơn số đội bằng điểm ban đầu) bằng điểm, thì ba tiêu chí trên sẽ được áp dụng lại cho nhóm đội bằng điểm này;
5. Hiệu số bàn thắng bại trong các trận đấu vòng bảng;
6. Số bàn ghi được trong các trận đấu vòng bảng;
7. Sút luân lưu nếu hai đội bằng điểm đối đầu với nhau ở lượt đấu cuối cùng và các tiêu chí bên trên không thể phân định thứ hạng (không sử dụng nếu có nhiều hơn hai đội bằng điểm, hoặc nếu thứ hạng của hai đội không còn nhiều ý nghĩa);
8. Điểm thẻ phạt (thẻ đỏ = 3 điểm, thẻ vàng = 1 điểm, bị đuổi sau khi nhận hai thẻ vàng trong một trận đấu = 3 điểm);
9. Hệ số UEFA.

### Bảng A
| VT | Đội        | ST | T | H | B | BT | BB | HS | Đ | Giành quyền tham dự     |
| -- | ---------- | -- | - | - | - | -- | -- | -- | - | ----------------------- |
| 1  | Hà Lan (H) | 3  | 3 | 0 | 0 | 4  | 1  | +3 | 9 | Vòng đấu loại trực tiếp |
| 2  | Đan Mạch   | 3  | 2 | 0 | 1 | 2  | 1  | +1 | 6 | Vòng đấu loại trực tiếp |
| 3  | Bỉ         | 3  | 1 | 0 | 2 | 3  | 3  | 0  | 3 |                         |
| 4  | Na Uy      | 3  | 0 | 0 | 3 | 0  | 4  | −4 | 0 |                         |

| Hà Lan            | 1–0      | Na Uy |
| ----------------- | -------- | ----- |
| van de Sanden 66' | Chi tiết |       |

| Đan Mạch       | 1–0      | Bỉ |
| -------------- | -------- | -- |
| Troelsgaard 6' | Chi tiết |    |

| Na Uy | 0–2      | Bỉ                          |
| ----- | -------- | --------------------------- |
|       | Chi tiết | - Van Gorp 59' - Cayman 67' |

| Hà Lan             | 1–0      | Đan Mạch |
| ------------------ | -------- | -------- |
| Spitse 20' (ph.đ.) | Chi tiết |          |

| Bỉ           | 1–2      | Hà Lan                           |
| ------------ | -------- | -------------------------------- |
| Wullaert 59' | Chi tiết | Spitse 27' (ph.đ.) · Martens 74' |

| Na Uy | 0–1      | Đan Mạch |
| ----- | -------- | -------- |
|       | Chi tiết | Veje 5'  |

### Bảng B
| VT | Đội       | ST | T | H | B | BT | BB | HS | Đ | Giành quyền tham dự     |
| -- | --------- | -- | - | - | - | -- | -- | -- | - | ----------------------- |
| 1  | Đức       | 3  | 2 | 1 | 0 | 4  | 1  | +3 | 7 | Vòng đấu loại trực tiếp |
| 2  | Thụy Điển | 3  | 1 | 1 | 1 | 4  | 3  | +1 | 4 | Vòng đấu loại trực tiếp |
| 3  | Nga       | 3  | 1 | 0 | 2 | 2  | 5  | −3 | 3 |                         |
| 4  | Ý         | 3  | 1 | 0 | 2 | 5  | 6  | −1 | 3 |                         |

| Ý         | 1–2      | Nga                          |
| --------- | -------- | ---------------------------- |
| Mauro 88' | Chi tiết | - Danilova 9' - Morozova 26' |

| Đức | 0–0      | Thụy Điển |
| --- | -------- | --------- |
|     | Chi tiết |           |

| Thụy Điển                        | 2–0      | Nga |
| -------------------------------- | -------- | --- |
| - Schelin 22' - Blackstenius 51' | Chi tiết |     |

| Đức                               | 2–1      | Ý         |
| --------------------------------- | -------- | --------- |
| - Henning 19' - Peter 67' (ph.đ.) | Chi tiết | Mauro 29' |

| Nga | 0–2      | Đức                                        |
| --- | -------- | ------------------------------------------ |
|     | Chi tiết | - Peter 10' (ph.đ.) - Marozsán 56' (ph.đ.) |

| Thụy Điển                                | 2–3      | Ý                                |
| ---------------------------------------- | -------- | -------------------------------- |
| - Schelin 14' (ph.đ.) - Blackstenius 47' | Chi tiết | - Sabatino 4', 37' - Girelli 85' |

### Bảng C
| VT | Đội     | ST | T | H | B | BT | BB | HS | Đ | Giành quyền tham dự     |
| -- | ------- | -- | - | - | - | -- | -- | -- | - | ----------------------- |
| 1  | Áo      | 3  | 2 | 1 | 0 | 5  | 1  | +4 | 7 | Vòng đấu loại trực tiếp |
| 2  | Pháp    | 3  | 1 | 2 | 0 | 3  | 2  | +1 | 5 | Vòng đấu loại trực tiếp |
| 3  | Thụy Sĩ | 3  | 1 | 1 | 1 | 3  | 3  | 0  | 4 |                         |
| 4  | Iceland | 3  | 0 | 0 | 3 | 1  | 6  | −5 | 0 |                         |

| Áo         | 1–0      | Thụy Sĩ |
| ---------- | -------- | ------- |
| Burger 15' | Chi tiết |         |

| Pháp                  | 1–0      | Iceland |
| --------------------- | -------- | ------- |
| Le Sommer 86' (ph.đ.) | Chi tiết |         |

| Iceland            | 1–2      | Thụy Sĩ                         |
| ------------------ | -------- | ------------------------------- |
| Friðriksdóttir 33' | Chi tiết | - Dickenmann 43' - Bachmann 52' |

| Pháp      | 1–1      | Áo        |
| --------- | -------- | --------- |
| Henry 51' | Chi tiết | Makas 27' |

| Thụy Sĩ          | 1–1      | Pháp      |
| ---------------- | -------- | --------- |
| Crnogorčević 19' | Chi tiết | Abily 76' |

| Iceland | 0–3      | Áo                                         |
| ------- | -------- | ------------------------------------------ |
|         | Chi tiết | - Zadrazil 36' - Burger 44' - Enzinger 89' |

### Bảng D
| VT | Đội         | ST | T | H | B | BT | BB | HS | Đ | Giành quyền tham dự     |
| -- | ----------- | -- | - | - | - | -- | -- | -- | - | ----------------------- |
| 1  | Anh         | 3  | 3 | 0 | 0 | 10 | 1  | +9 | 9 | Vòng đấu loại trực tiếp |
| 2  | Tây Ban Nha | 3  | 1 | 0 | 2 | 2  | 3  | −1 | 3 | Vòng đấu loại trực tiếp |
| 3  | Scotland    | 3  | 1 | 0 | 2 | 2  | 8  | −6 | 3 |                         |
| 4  | Bồ Đào Nha  | 3  | 1 | 0 | 2 | 3  | 5  | −2 | 3 |                         |

1. 1 2 3  Hệ số đối đầu:
  - Tây Ban Nha: 3 đ (1 T, 0 H, 1 B), +1 HS (2 BT, 1 BB)
  - Scotland: 3 đ (1 T, 0 H, 1 B), 0 HS (2 BT, 2 BB)
  - Bồ Đào Nha: 3 đ (1 T, 0 H, 1 B), −1 HS (2 BT, 3 BB)

| Tây Ban Nha                 | 2–0      | Bồ Đào Nha |
| --------------------------- | -------- | ---------- |
| - Losada 23' - Sampedro 42' | Chi tiết |            |

| Anh                                                           | 6–0      | Scotland |
| ------------------------------------------------------------- | -------- | -------- |
| - Taylor 11', 26', 53' - White 32' - Nobbs 87' - Duggan 90+3' | Chi tiết |          |

| Scotland     | 1–2      | Bồ Đào Nha                |
| ------------ | -------- | ------------------------- |
| Cuthbert 68' | Chi tiết | C. Mendes 27' · Leite 72' |

| Anh                     | 2–0      | Tây Ban Nha |
| ----------------------- | -------- | ----------- |
| - Kirby 2' - Taylor 85' | Chi tiết |             |

| Bồ Đào Nha    | 1–2      | Anh                      |
| ------------- | -------- | ------------------------ |
| C. Mendes 17' | Chi tiết | - Duggan 7' - Parris 48' |

| Scotland | 1–0      | Tây Ban Nha |
| -------- | -------- | ----------- |
| Weir 42' | Chi tiết |             |

## Vòng đấu loại trực tiếp
Trong vòng đấu loại trực tiếp, hiệp phụ và loạt luân lưu 11m có thể được sử dụng để phân định thắng thua nếu cần thiết.
Vào tháng 6 năm 2017, Ủy ban điều hành UEFA thống nhất rằng giải đấu tiếp tục là dịp để thử nghiệm quyền thay người thứ tư trong hiệp phụ.

### Tóm tắt
|  | Tứ kết                  | Tứ kết            |                      |       | Bán kết | Bán kết |  |  | Chung kết | Chung kết |
|  |                         |                   |                      |       |         |         |  |  |           |           |
|  | 29 tháng 7 - Doetinchem |                   |                      |       |         |         |  |  |           |           |
|  |                         |                   |                      |       |         |         |  |  |           |           |
|  | Hà Lan                  | 2                 |                      |       |         |         |  |  |           |           |
|  | Hà Lan                  | 2                 | 3 tháng 8 - Enschede |       |         |         |  |  |           |           |
|  | Thụy Điển               | 0                 |                      |       |         |         |  |  |           |           |
|  | Thụy Điển               | 0                 | Hà Lan               | 3     |         |         |  |  |           |           |
|  | 30 tháng 7 - Deventer   |                   | Hà Lan               | 3     |         |         |  |  |           |           |
|  |                         | Anh               | 0                    |       |         |         |  |  |           |           |
|  | Anh                     | Anh               | 0                    | 1     |         |         |  |  |           |           |
|  | Anh                     |                   | 6 tháng 8 - Enschede | 1     |         |         |  |  |           |           |
|  | Pháp                    | 0                 |                      |       |         |         |  |  |           |           |
|  | Pháp                    | 0                 | Hà Lan               | 4     |         |         |  |  |           |           |
|  | 30 tháng 7 - Rotterdam  |                   | Hà Lan               | 4     |         |         |  |  |           |           |
|  |                         | Đan Mạch          | 2                    |       |         |         |  |  |           |           |
|  | Đức                     | Đan Mạch          | 2                    | 1     |         |         |  |  |           |           |
|  | Đức                     | 3 tháng 8 - Breda |                      | 1     |         |         |  |  |           |           |
|  | Đan Mạch                | 2                 |                      |       |         |         |  |  |           |           |
|  | Đan Mạch                | 2                 | Đan Mạch (p)         | 0 (3) |         |         |  |  |           |           |
|  | 30 tháng 7 - Tilburg    |                   | Đan Mạch (p)         | 0 (3) |         |         |  |  |           |           |
|  |                         | Áo                | 0 (0)                |       |         |         |  |  |           |           |
|  | Áo (p)                  | Áo                | 0 (0)                | 0 (5) |         |         |  |  |           |           |
|  | Áo (p)                  |                   |                      | 0 (5) |         |         |  |  |           |           |
|  | Tây Ban Nha             | 0 (4)             |                      |       |         |         |  |  |           |           |
|  | Tây Ban Nha             | 0 (4)             |                      |       |         |         |  |  |           |           |

### Tứ kết
| Hà Lan                      | 2–0      | Thụy Điển |
| --------------------------- | -------- | --------- |
| - Martens 33' - Miedema 64' | Chi tiết |           |

| Đức            | 1–2      | Đan Mạch                     |
| -------------- | -------- | ---------------------------- |
| Kerschowski 3' | Chi tiết | - Nadim 48' - T. Nielsen 83' |

| Áo                                                   | 0–0 (s.h.p.) | Tây Ban Nha                              |
| ---------------------------------------------------- | ------------ | ---------------------------------------- |
|                                                      | Chi tiết     |                                          |
| Loạt sút luân lưu                                    |              |                                          |
| Feiersinger · Burger · Aschauer · Pinther · Puntigam | 5–3          | García · Sampedro · Meseguer · Corredera |

| Anh        | 1–0      | Pháp |
| ---------- | -------- | ---- |
| Taylor 60' | Chi tiết |      |

### Bán kết
| Đan Mạch                                   | 0–0 (s.h.p.) | Áo                                 |
| ------------------------------------------ | ------------ | ---------------------------------- |
|                                            | Chi tiết     |                                    |
| Loạt sút luân lưu                          |              |                                    |
| - Nadim - Harder - So. Pedersen - Sørensen | 3–0          | - Feiersinger - Pinther - Aschauer |

| Hà Lan                                                | 3–0      | Anh |
| ----------------------------------------------------- | -------- | --- |
| - Miedema 22' - Van de Donk 62' - Bright 90+3' (l.n.) | Chi tiết |     |

### Chung kết
| Hà Lan                                        | 4–2      | Đan Mạch                        |
| --------------------------------------------- | -------- | ------------------------------- |
| - Miedema 10', 89' - Martens 28' - Spitse 51' | Chi tiết | - Nadim 6' (ph.đ.) - Harder 33' |

## Thống kê

### Cầu thủ ghi bàn
5 bàn
- Jodie Taylor

4 bàn
- Vivianne Miedema

3 bàn
- Lieke Martens
- Sherida Spitse

2 bàn
- Toni Duggan
- Nina Burger
- Carolina Mendes
- Nadia Nadim
- Babett Peter
- Stina Blackstenius
- Lotta Schelin
- Ilaria Mauro
- Daniela Sabatino

1 bàn
- Fran Kirby
- Jordan Nobbs
- Nikita Parris
- Ellen White
- Stefanie Enzinger
- Lisa Makas
- Sarah Zadrazil
- Janice Cayman
- Elke Van Gorp
- Tessa Wullaert
- Ana Leite
- Pernille Harder
- Theresa Nielsen
- Sanne Troelsgaard Nielsen
- Katrine Veje
- Josephine Henning
- Isabel Kerschowski
- Dzsenifer Marozsán
- Daniëlle van de Donk
- Shanice van de Sanden
- Fanndís Friðriksdóttir
- Elena Danilova
- Elena Morozova
- Camille Abily
- Amandine Henry
- Eugénie Le Sommer
- Erin Cuthbert
- Caroline Weir
- Vicky Losada
- Amanda Sampedro
- Ramona Bachmann
- Ana-Maria Crnogorčević
- Lara Dickenmann
- Cristiana Girelli

Phản lưới nhà
- Millie Bright (gặp Hà Lan)

### Giải thưởng
| Cầu thủ xuất sắc nhất                          | Cầu thủ xuất sắc nhất                              | Cầu thủ xuất sắc nhất                           |
| ---------------------------------------------- | -------------------------------------------------- | ----------------------------------------------- |
| Lieke Martens                                  |                                                    |                                                 |
| Chiếc giày vàng                                | Chiếc giày bạc                                     | Chiếc giày đồng                                 |
| Jodie Taylor 5 bàn 0 kiến tạo 328 phút thi đấu | Vivianne Miedema 4 bàn 0 kiến tạo 536 phút thi đấu | Lieke Martens 3 bàn 2 kiến tạo 525 phút thi đấu |

Đội hình tiêu biểu của UEFA
| Thủ môn             | Hậu vệ                                                  | Tiền vệ                                                     | Tiền đạo                     |
| ------------------- | ------------------------------------------------------- | ----------------------------------------------------------- | ---------------------------- |
| Sari van Veenendaal | Verena Aschauer Lucy Bronze Anouk Dekker Steph Houghton | Jackie Groenen Lieke Martens Theresa Nielsen Sherida Spitse | Pernille Harder Jodie Taylor |

## Bản quyền truyền hình
- Andorra - TVE, France Télévisions[25]
- Áo - ORF[25]
- Bỉ - RTBF / VRT[25]
- Brasil - Globosat[25]
- Chile – Telecanal[25]
- Đan Mạch - DR / TV 2[25]
- Ecuador – RedTeleSistema[25]
- Phần Lan - Yle[25]
- Pháp - France Télévisions[25]
- Đức - ARD / ZDF[25]
- Hồng Kông – iCable[25]
- Iceland - RÚV[25]
- Indonesia – MNC / RCTI[25]
- Ý - Nuvola61 / RAI[25]
- Malaysia – Astro[25]
- Monaco - France Télévisions[25]
- Hà Lan - NOS[25]
- Na Uy - NRK / TV 2[25]
- Bồ Đào Nha - RTP[25]
- Nga - Match TV[25]
- Tây Ban Nha - TVE[25]
- Thụy Điển - TV4 / SVT[25]
- Thụy Sĩ - SSR / SRG[25]
- Anh Quốc – Channel 4[26]
- Hoa Kỳ – ESPN / Univision[25]
- Caribe – ESPN[25]
- Trung Đông / Bắc Phi – Eurosport / beIN Sports[25]
- Châu Phi hạ Sahara – Econet (Kwesé Sports)[25]
- Châu Âu – Eurosport[25]